# Italochrysa limbata
Italochrysa limbata är en insektsart som först beskrevs av Luisa Eugenia Navas 1924.  Italochrysa limbata ingår i släktet Italochrysa och familjen guldögonsländor. Inga underarter finns listade i Catalogue of Life.